# Johann Jakob von Mayr
Johann Jakob von Mayr, auch Johann Jakob von Mayer, (* 13. Dezember 1677 in Dillingen an der Donau; † 7. Dezember 1749) war ein deutscher römisch-katholischer Geistlicher und Weihbischof im Bistum Augsburg.

## Leben
Johann Jakob von Mayr empfing am 19. Dezember 1699 die Diakonen- und am 18. Dezember 1700 die Priesterweihe für das Bistum Augsburg. Von 1715 bis 1721 war er Generalvikar des Bistums.
Am 5. Dezember 1718 wurde er zum Titularbischof von Pergamum und zum Weihbischof in Augsburg ernannt. Der Fürstbischof von Augsburg, Alexander Sigismund von der Pfalz, spendete ihm am 8. Januar des folgenden Jahres die Bischofsweihe.
Als Weihbischof konsekrierte er zahlreiche Kirchen im Bistum. Am 12. Februar 1741 spendete er dem neuen Augsburger Fürstbischof Joseph Ignaz Philipp von Hessen-Darmstadt die Bischofsweihe.